# Kamon (Bible)
Kamon ou Camon (en hébreu : קָמוֹן, en grec ancien : Καμων, translittérés en Kamôn) est un lieu mentionné dans la Bible. Situé en Galaad, Jaïr y aurait été enterré. 
Il n'est pas encore évident de savoir s'il s'agit d'un lieu réel ou d'un lieu principalement symbolique.

## Histoire

### Récit biblique
Selon le livre des Juges, Kamon est situé en Galaad et est le lieu où le juge Jaïr est enterré,.

### Sources
Kamon est mentionné à une reprise uniquement dans la Bible, si un seul nom hébreu est renseigné dans le texte massorétique, dans les manuscrits de la Septante, on trouve à la fois Καμων (Kamôn) et Ραμμω (Rhammô),.
Au XIXe siècle, Easton pense qu'il se situe probablement sur les pentes du Carmel. Une première étymologie du terme pourrait provenir de קָמָה (Qamāh), qui signifie « élever », ce qui peut éventuellement indiquer qu'il s'agit d'une place forte située en hauteur. Un lieu nommé Καμους (Kamous) est renseigné par Polybe et est conquis par Antiochos III. Il pourrait s'agir du même lieu. 
Cependant, selon des recherches plus récentes, le terme pourrait avoir surtout un sens symbolique, provenant du grec Kαμίνος (Kaminos), ce qui signifie four,. Cette interprétation est renforcée par le Pseudo-Philon, qui interprète un passage relatif à Jaïr en déclarant : « Et dans le feu dans lequel tu mourras, là tu auras une demeure »,.